# 瓦鳞耳蕨
瓦鳞耳蕨（学名：Polystichum fimbriatum）为鳞毛蕨科耳蕨属下的一个种。

## 扩展阅读
- 維基物種上的相關：瓦鳞耳蕨